# カミュ (ファイアーエムブレム)
カミュ（Camus）は、任天堂（開発・インテリジェントシステムズ）のコンピュータゲーム『ファイアーエムブレム』のシリーズ作品中「暗黒竜と光の剣」、「紋章の謎」「アカネイア戦記編」、「新・暗黒竜と光の剣」、「新・紋章の謎 〜光と影の英雄〜」に登場する架空の人物。
担当声優は井上和彦。

## 人物
クラスはパラディン。「黒騎士」と称されアカネイア大陸に名をとどろかせる名将で、グルニア王国の精鋭・黒騎士団（ブラックナイツ）を率いる。大陸最強の騎士の中の騎士と評され、三種の神器の一つ、神槍グラディウスを操る。騎士として誇り高く、同時に自国以外の民でも守ろうとする思いは強い。また軍師としての能力にも非常に優れており、『アカネイア戦記編』では本人の圧倒的な戦闘力と僅かな配下と共に一個大隊を壊滅させた。プレイヤーの采配次第では、メディウスの腹心をも倒し、メディウスが直々に出撃するまでの事態となる。ミシェイル、ハーディンとともに、この物語のキーとなる三大重要人物の一人。
グルニアは暗黒戦争でドルーアと同盟を結ぶが、カミュはそれを快く思っていなかった。自ら軍を率いてアカネイア聖王国に侵攻した際もニーナ王女を処刑できず、その後も二年に渡りニーナを匿い続けた。業を煮やしたメディウスが親衛隊を差し向けたとき、カミュは決死の覚悟でニーナをオレルアンへ逃がした。この反逆行為により、カミュは全ての権利を剥奪され、ドルーアの地下牢に幽閉されることとなった。彼はニーナ王女に思いを寄せ、ニーナ王女も彼のことを好いており、彼は祖国に対する忠義と思い人との間で苦悩する。しかし、彼は祖国を裏切ることが出来ずマルス軍と戦うことを選び壮絶な戦いを遂げ、行方不明となる。
能力値は高く、強力なグラディウスを装備しているため、第1部最強の敵ユニットと言われる。また暗黒竜、紋章の謎での配置は城だが、新・暗黒竜では別に配置になっており（彼がいた場所はロレンス）近づくとどこまでも追いかけてくる。敵将として登場するのはグルニアでマルス軍と対峙する場面だが、その前にグラ王国内で主人公・マルスが村を訪問する際にも登場し、自軍のヒムラー（『紋章』ではドルーア帝国のボーゼン）がアカネイアの司祭・ボアから奪い取ったトロンの書を託す。その際に、ニーナを気遣う様子も見せている。
作中では「カミユ」と表記される場面が多いが、紋章の謎の公式サイトでは「カミュ」と紹介されている。しかし2008年発売の「新・暗黒竜と光の剣」のミュージアムでは「カミユ」となっており、どちらの呼び名が正しいか固定されていない。（ゲームデザイナー・加賀昭三のインタビューによるとどちらでもいいとのことである）。

## 関連人物
行方不明となった後、カミュと同一人物であろうと推測される人物が作中に登場している。ただし書籍などでは可能性について言及されているものの、正式に同一人物であるとは言及されていない。
後述の『ヒーローズ』ではカミュ・ジーク・シリウスが全て同じ声であったり、『大乱闘スマッシュブラザーズ SPECIAL』ではカミュのスピリットがシリウスに進化するなど、関連があることが示唆されている作品は多い。
ジーク
アカネイア大陸の暗黒戦争の後に、記憶を失ってバレンシア大陸に漂着した人物。『外伝』に登場した。クラスはGナイト。
彼はこの地でティータという女性と恋仲になっており、呪術師のヌイババに彼女を人質に取られて主人公アルムと対峙していた。その後、ヌイババ館に幽閉されていたティータをアルムが救出したことと、アルムと対面した時にその右腕（『Echoes』では左腕）の痣を見て以前にリゲル帝国の皇帝ルドルフがジークに対して述べていた「右腕（左腕）に十字の痣を持つ者在らばその者に全てを捧げよ」との言の意味を理解してアルムに加勢し、リゲル帝国との戦いに参加する。
外伝時点では戦いの中で、記憶を取り戻したが、『外伝』のエンディングではティータのために記憶を取り戻したことは隠している。
小説版ではジェロームの命でドゼーの援軍に派遣される形でアルムと対峙する、グルニアでマケドニアの三姉妹やマルス王子と戦った過去の記憶を夢の中で思い出すなどの形で出番が増えている。

シリウス
英雄戦争において、グルニア王国の王女ユミナと王子ユベロを連れたオグマの前に現れ、協力を申し出た流浪の謎の仮面騎士。クラスはパラディン。『紋章』（第2部）に登場。
竜の祭壇で生贄となっていたニーナを救出。その際ニーナからカミュと呼びかけられるが、本人はこれを否定し、待っている人がいるため国に帰らなければならないことを告げる。戦後は何も語らずに去って行った。

## その他の関連作品

### ヒーローズ
『ファイアーエムブレム ヒーローズ』ではカミュ・ジーク・シリウスが登場する。声は全て井上和彦が担当。
黒騎士 カミュ
絵はスエカネクミコが担当。槍/騎馬、大英雄である。専用武器のグラディウスは相手から攻撃された時、距離に関係なく反撃出来る能力がある。
謎の仮面騎士 シリウス
槍/騎馬。こちらは通常の召喚から登場。専用武器「黒騎の孤槍」は奥義が発動しやすく、隣に味方がいないと戦闘中全ステータスが上昇する。
失いし過去 ジーク
槍/騎馬。通常の召喚から出る。『Echoes』出典。

### 漫画
ファイアーエムブレム
島田ひろかずの漫画。『ファミリーコンピュータMagazine』の連載では登場しなかったが『コミックマスターEX 1』の書き下ろし作品に登場している。
ファイアーエムブレム外伝
佐野真砂輝&わたなべ京の漫画。仲間にした直後からの登場で、バレンシア大陸にたどりついた経緯とリゲル王国ルドルフ皇帝について語っている。顔にオリジナルゲームには無い左目近くに大きな傷がある。この作品では一人称が「俺」となっている。
遠い大陸の追憶
水縞とおるの漫画。『外伝』と同様の演出で登場する。

### 小説
ファイアーエムブレム 暗黒竜と光の剣
山口宏の小説。双葉社刊。暗殺者的な側面を持ち、マルス暗殺のため単身乗り込んでくるが、「剣皇」の異名を持つ壮年の剣士・ナバールに発見され一騎討ちを演じ、ナバールと相討ちになり倒れる。
ファイアーエムブレム 紋章の謎
篠崎砂美の小説。ファミ通文庫。『外伝』でのジークとしての動向が一部語られ、『外伝』での戦いの後、取り戻した記憶に戸惑い『外伝』に登場するアルム軍の魔導師・リュートに相談した際、仮面を渡され第三者として帰国することを勧められる経緯が語られている。他に瀕死のミシェイルの前で仮面を外し、カミュとして看取った。また、マルス達にも正体がカミュであると気付かれており、ニーナ救出を託される。また、ハーディン打倒後、現れたニーナがハーディンを罵倒する発言を行った事で彼女が偽者であるとその場にいた人間の中で唯一見抜いて槍を向けている。エピローグでは「シリウスと名乗っていたカミュ」と断言されている。

## 作中出典
1. 1 2 3  『ファイアーエムブレム ヒーローズ』「黒騎士 カミュ」ステータス、スキル一覧より。